# Frasin
Frasin (allemand: Frassin) est une ville du județ de Suceava, Bucovine, Moldavie, située dans le nord-est de la Roumanie. En 2011, elle comptait 5 876 habitants.